# Macrostemum tuberosum
Macrostemum tuberosum là một loài Trichoptera trong họ Hydropsychidae. Chúng phân bố ở vùng Tân nhiệt đới.